# 皮德吉里亞 (佩爾沃邁斯基區)
48°5′55″N 30°40′34″E / 48.09861°N 30.67611°E
皮德希爾亞（烏克蘭語：Підгір'я）是位於烏克蘭南部的村莊，由尼古拉耶夫州的五一城區負責管轄。該村始建於1917年，面積0.001平方公里，海拔高度101米，2001年人口328。